# Betty Shabazz
Betty Shabazz, parfois appelée Betty X, née Betty Dean Sanders le 28 mai 1934 à Pinehurst en Caroline du Nord et morte le 23 juin 1997 dans le Bronx à New York, est une universitaire et militante américaine pour les droits civiques des Afro-Américains et des femmes. Elle était l'épouse de Malcolm X.

## Biographie

### Jeunesse et formation
Betty Shabazz, fille d'un couple d'adolescents, Shelman Sandlin et Ollie Mae Sanders, est née le 28 mai 1934 en Caroline du Nord. Elle est adoptée à 11 ans et élevée  par la famille Malloy, qui vit à Détroit (Michigan),.
Après ses études secondaires à la Northern High School (Detroit, Michigan) (en), elle est acceptée à l'université Tuskegee dans l'Alabama. Elle fait l'expérience de la ségrégation et du racisme liés aux lois Jim Crow, qui sont en vigueur dans l'Alabama. Après y avoir suivi pendant deux ans des études d'infirmière, elle intègre la filière soins infirmiers du SUNY Downstate Medical Center (en) et y obtient son Bachelor of Arts (licence) en soins infirmiers en 1958. En 1970, elle obtient son master de santé publique à la New Jersey City University (en), puis, en 1975, elle soutient avec succès son doctorat de sciences de l'éducation à l'université du Massachusetts à Amherst.

### Vie privée
En 1958, elle épouse Malcolm X,. Le couple a six filles :
- Attallah, née en 1958, prénom qui signifie « don d'Allah » en arabe
- Qubilah, née en 1960, prénommée en référence à Kubilai Khan
- Ilyasah, née en 1962, prénommée en référence à Elijah Muhammad
- Gamilah Lumumba, née en 1964, prénommée en référence à Patrice Lumumba
- les jumelles Malikah et Malaak, nées en 1965 après l’assassinat de Malcolm X, prénommées en référence à leur père.

#### Mort
Le 1er juin 1997, son petit-fils Malcolm Shabazz (fils de sa fille Qubilah), dont elle a la garde et qui souffre de paranoïa et de schizophrénie, provoque un incendie criminel dans son appartement. Betty Shabazz, hospitalisée, meurt des suites de ses blessures le 23 juin. Malcolm Shabazz est condamné à un an et demi de détention dans une prison pour enfants. Il est assassiné à coups de barre métallique le 9 mai 2013.
Betty Shabazz est inhumée au Ferncliff Cemetery, un cimetière du hameau de Hartsdale, à proximité de Greenburgh, dans l'État de New York.

## Culture populaire
Le groupe de rap KDD lui rend hommage dans le premier couplet de sa chanson Une princesse est morte, écrite en réaction aux hommages, et notamment « Candle in the wind » d’Elton John, à Lady Diana décédée la même année.
Betty Shabazz apparaît dans le documentaire Qui a tué Malcolm X ? diffusé sur la plateforme Netflix le 7 février 2020.
En 2021, le rappeur Common l'évoque dans un couplet de sa chanson « Imagine ». 